# Zucchero
Adelmo Fornaciari (Roncocesi, 1955. szeptember 25. –), művésznevén Zucchero, olasz rockénekes. (A zucchero magyarul cukrot jelent.)

## Korai évei
Adelmo Fornaciari Reggio Emilia-ban született, bár 1968-ban Forte dei Marmi-ba költöztek, így gyermekkora java részét e tengerparti városban töltötte.
Már fiatalon belevetette magát a munkába, s első próbálkozását máris sikerként könyvelhette el: Te ne vai, amit Michele Pecora-val valósított meg, igen népszerű lett. Érdekes, hogy a blues felé indult, hiszen nem volt jellemző, hogy gyerekek ezt a fajta zenét hallgassák. Ő mégis ezzel nőtt föl, s később úgy érezte, ez a kedvenc zenei irányzata.

## Karrierje
1982- ben debütált a Sanremo Fesztiválon az Una notte che vola via című dallal, mellyel bejutott a fináléba. 1987-ben jelent meg egyik legismertebb száma, a Senza una donna.
Évekkel később ebből készített egy angol nyelvű duettet – Without a woman címemel – Paul Younggal, ami természetesen Amerikában is ismertté tette. Nevéhez rengeteg kiemelkedően muzikális dal és album kapcsolódik, mint a Diamante vagy az Overdose d'amore. Olyan kiváló zenészekkel dolgozott, mint Pavarotti, Paul Young, Gino Paoli, Sting, Stevie Ray Vaughan vagy éppen Bono. Némely számban angolul is énekel, mivel az amerikai és angol rádiók nagyrészt angol nyelvű zenét játszanak. Ám Zucchero is úgy látja, hogy nem mindig lehetséges a fordítás, néha elvész a sorok költőisége, maga a zeneiség.
2010 novemberében jelent meg új albuma, a Chocabeck.

## Magánélet
Zucchero Pontremoli-ben él. Elvált, két lánya van első házasságából, Irene (sz. 1983, szintén énekes) és Alice (sz. 1983). Barátnője Francesca Mozer, tőle egy fia született, Adelmo Blue (1999).

## Diszkográfia

### Albumok
- 1983 – Un po' di Zucchero (Polydor)
- 1985 – Zucchero & The Randy Jackson Band (Polydor)
- 1986 – Rispetto (Polydor)
- 1987 – Blue's (Polydor)
- 1988 – Six Mix (mini album)
- 1988 – Snack Bar Budapest (filmzene, Polydor)
- 1989 – Oro incenso & birra (Polydor)
- 1991 – Zucchero (album) (London)
- 1991 – Live at the Kremlin (Polydor)
- 1992 – Miserere (Polydor)
- 1992 – Live at Neum (Polydor)
- 1993 – Adelmo e i suoi Sorapis – Walzer d'un blues (Mercury/Phonogram/Polygram)
- 1994 – Diamante
- 1995 – Spirito DiVino (Polydor)
- 1996 – The Best of Zucchero Sugar Fornaciari's Greatest Hits (Polydor)
- 1998 – Bluesugar (Polydor)
- 1999 – Overdose d'amore/The Ballads
- 2001 – Shake (Universal Music)
- 2002 – Spirit – Cavallo selvaggio (filmzene, nem tették közzé)
- 2004 – Zu & Co.
- 2006 – Fly (album, Polydor)
- 2007 – All the Best
- 2008 – Live in Italy
- 2010 – Chocabeck

### Kislemezek
- 1971 – Canto di maggio/Juanita
- 1977 – Voulez vous danser/My woman
- 1978 – Mi vida/Sometimes in my life
- 1980 – Donna o bambina/Marylou
- 1982 – Canto te
- 1982 – Una notte che vola via
- 1983 – Nuvola
- 1983 – Sandra
- 1985 – Donne
- 1986 – Canzone triste
- 1986 – Come il sole all'improvviso (Gino Paoli–val)
- 1987 – Con le mani
- 1987 – Senza una donna
- 1987 – Pippo
- 1987 – Solo una sana e consapevole libidine salva il giovane dallo stress e dall'Azione Cattolica
- 1988 – Bambino io, bambino tu
- 1989 – Diavolo in me
- 1989 – Overdose d'amore
- 1989 – Nice (Nietsche) che dice
- 1989 – Diamante
- 1989 – Madre dolcissima
- 1990 – Wonderful world
- 1990 – Mama
- 1991 – Without a Woman
- 1992 – Povero Cristo
- 1992 – L'urlo
- 1992 – Il pelo nell'uovo
- 1992 – Come Back the Sun
- 1992 – It's All Right
- 1995 – Papà perché
- 1995 – Per colpa di chi
- 1995 – Il volo
- 1995 – Feels Like a Woman
- 1995 – My Love
- 1995 – Pane e sale
- 1996 – Così celeste
- 1996 – Papa por que
- 1997 – Menta e rosmarino
- 1997 – Va pensiero
- 1998 – Blu
- 1998 – Puro amore
- 1999 – You Make Me Feel Loved
- 1999 – Arcord
- 2001 – Baila (sexy thing)
- 2001 – Ahum
- 2002 – Ali d'oro (John Lee Hooker–rel)
- 2002 – Dindondio
- 2002 – Sento le campane
- 2002 – Rossa mela della sera
- 2002 – Scintille
- 2004 – Il grande Baboomba
- 2004 – Indaco dagli occhi del cielo (Vanessa Carlton–nal és Haylie Ecker–rel)
- 2004 – Così celeste (Cheb Mami–val)
- 2005 – Like the Sun (Macy Gray–jel és Jeff Beck–kel)
- 2006 – Bacco perbacco (csak olaszul)
- 2006 – Cuba libre
- 2006 – Occhi
- 2006 – È delicato
- 2007 – Un kilo
- 2007 – Wonderful life
- 2008 – Amen
- 2008 – Tutti i colori della mia vita
- 2008 – Una carezza
- 2010 – È un peccato morir
- 2010 – Chocabeck

## Érdekességek
- A Zucchero (cukor) becenevet egyik általános iskolai tanára adta, és mindenki így is szólította.

## Külső hivatkozások
- Hivatalos weboldal – olaszul és angolul
- Zucchero az Internet Movie Database oldalon (angolul)